# 张鈜
张鈜（1934年—），男，吉林省吉林市人，中国射击运动员，运动健将，中国第一次打破射击世界纪录的运动员。